# Colmesnil-Manneville
Colmesnil-Manneville é uma comuna francesa na região administrativa da Normandia, no departamento de Sena Marítimo. Estende-se por uma área de 1,92 km². Em 2010 a comuna tinha 111 habitantes (densidade: 57,8 hab./km²).